# Desa Mekarsari (administrativ by i Indonesien, Jawa Barat, lat -6,37, long 106,38)
Desa Mekarsari är en administrativ by i Indonesien.   Den ligger i provinsen Jawa Barat, i den västra delen av landet, 50 km väster om huvudstaden Jakarta.